# Luigi Cipriani (politico 1940)
Luigi Cipriani (Milano, 3 agosto 1940 – Cremona, 5 settembre 1992) è stato un politico, attivista e sindacalista italiano.
Fu attivo nel partito della sinistra radicale Democrazia Proletaria, che contribuì a fondare, e parlamentare per una legislatura.

## Biografia
Cipriani era nipote e omonimo di un sindacalista e segretario di sezione del Partito Socialista Italiano, nella zona di Salerno, molto attivo e combattivo nella lotta alla mafia e alla camorra, tanto da venire rispettato e temuto anche dagli stessi malviventi. Ereditò questo forte carattere dal nonno, unito alla stessa corporatura robusta; una volta, a Milano, difese una donna da un aggressore armato di coltello, mettendolo in fuga a mani nude e sottraendogli anche l'arma.
Membro della sinistra operaista, dei CUB (Comitati unitari di base) della Pirelli-Bicocca, fondati nel 1968, aderì ad Avanguardia Operaia e successivamente a Democrazia Proletaria (DP).
Eletto nel 1987, nella X legislatura, nelle liste di Democrazia Proletaria, al Parlamento nazionale, fu membro della Commissione stragi, criticando la pista ufficiale, ed accusando le istituzioni: sostenne infatti, come altri, che le stragi della strategia della tensione in Italia, in particolare quella di Bologna, erano stragi di Stato, e pertanto si rivolse al presidente della Repubblica Francesco Cossiga perché fosse sostituita l'espressione "vittime del terrorismo fascista" dal monumento in memoria, per sostituirla con "vittime del terrorismo di Stato". Sostenne il coinvolgimento dei servizi segreti anche nel caso Moro.
Nel 1991 DP confluirà in Rifondazione Comunista. Rimase a Montecitorio fino all'aprile 1992.
Morì a soli 52 anni, colpito da un improvviso e fulminante infarto cardiaco, nel settembre 1992. In suo nome, nel 1994, è stata costituita dalla moglie Michela la Fondazione Luigi Cipriani.